# Wayne Blair
Wayne Blair es un actor y director australiano conocido principalmente por sus participaciones en televisión y teatro.

## Biografía
Es hijo de Bob y Julie Blair, tiene dos hermanas mayores Janet y Mandy Blair. 

## Carrera
En 1998 interpretó a Kenny Baxter en un episodio de la serie médica australiana All Saints.
En el 2000 apareció como invitado en la serie policíaca Water Rats donde interpretó a Ridley Winter.
En el 2012 dirigió la película aborigen The Sapphires.
Ese mismo año se unió al elenco de la miniserie aborigen Redfern Now, donde interpreta al agente Aaron Davies.

## Filmografía

### Series de televisión
| Año         | Título                                    | Personaje       | Notas                      |
| ----------- | ----------------------------------------- | --------------- | -------------------------- |
| 2021        | Aftertaste                                | Brett           | ABC Series                 |
| 2020        | Mystery Road – Serie 2, Temporada 2, 3, 4 |                 | ABC Series                 |
| 2018        | Mystery Road – Serie 1                    | Larry Dime      | ABC Series                 |
| 2017        | The Letdown                               | Padre Whyman    | ABC Series                 |
| 2017        | Dirty Dancing                             |                 | película para televisión   |
| 2014        | The Moodys                                | -               | -                          |
| 2012 - 2013 | Redfern Now                               | Aaron Davis     | 5 episodios                |
| 2004        | Fireflies                                 | Wayne Patterson | episodio "Best Laid Plans" |
| 2000        | Water Rats                                | Ridley Winter   | episodio "Loose Ends"      |
| 1998        | Wildside                                  | Wes             | episodio # 1.34            |
| 1998        | All Saints                                | Kenny Baxter    | episodio "Smooth Operator" |

### Películas
| Año  | Título                             | Personaje       | Notas                                                                                                  |
| ---- | ---------------------------------- | --------------- | --- |
| 2020 | Firestarter: The Story of Bangarra |                 | |
| 2020 | Rams                               | Lionel          | |
| 2019 | Top End Wedding                    |                 | |
| 2018 | Emu Runner                         | Jay Jay         | |
| 2015 | Septembers of Shiraz               |                 | |
| 2015 | Nulla Nulla                        | Policía negro   | cortometraje                                                                                           |
| 2014 | The Broken Shore                   | -               | junto a Claudia Karvan, Dan Wyllie, Erik Thomson, Anthony Hayes, Catherine McClements & Don Hany       |
| 2013 | Notes                              | -               | corto - junto a Martin Crewes, Khan Chittenden, Henry Nixon, Josef Ber, Abe Forsythe & Josh Quong Tart |
| 2013 | The Turning                        | -               | junto a Rose Byrne, Cate Blanchett, Hugo Weaving, Miranda Otto, Richard Roxburgh y Callan Mulvey       |
| 2012 | Wish You Were Here                 | Williams        | junto a Felicity Price, Joel Edgerton, Teresa Palmer & Tina Bursill                                    |
| 2011 | X                                  | Bob             | junto a Viva Bianca, Hanna Mangan Lawrence & Anthony Phelan                                            |
| 2011 | The Last Time I Saw Michael Gregg  | -               | junto a Essie Davis, Cate Blanchett, Rhys Muldoon, Zoe Carides & Damon Herriman                        |
| 2009 | Blessed                            | James Parker    | junto a Frances O'Connor, Miranda Otto, William McInnes, Sophie Lowe, Eva Lazzaro & Reef Ireland       |
| 2007 | Jackie Jackie                      | Koori Salesman  | junto a Roy Billing, Tempany Deckert & Elaine Crombie                                                  |
| 2006 | Small Claims: The Reunion          | Detective Lacey | junto a Claudia Karvan, Rebecca Gibney, Peter Phelps, Emma Booth, Steven Vidler & Gyton Grantley       |
| 2004 | Small Claims                       | Detective Lacey | junto a Claudia Karvan, Rebecca Gibney, Robert Mammone & Freya Stafford                                |
| 2001 | Mullet                             | James           | junto a Ben Mendelsohn, Susie Porter, Kris McQuade, Peta Brady, Nash Edgerton & Bryan Brown            |
| 1997 | The Tower                          | DJ Dan          | junto a Murray Bartlett, John Batchelor, Genevieve Mooy & Myles Pollard                                |

### Director, Guionista & Adaptador
| Año             | Título                                          | Notas                                                                           |
| --------------- | ----------------------------------------------- | ------------------------------------------------------------------------------- |
| 2017 - presente | The Warriors                                    | 'guionista                                                                      |
| 2012 - 2013     | Redfern Now                                     | director - 2 episodios                                                          |
| 2013            | The Elegant Gentleman's Guide to Knife Fighting | director - 3 episodios                                                          |
| 2012            | The Sapphires                                   | director                                                                        |
| 2011            | Bloodland                                       | obra - guionista                                                                |
| 2010            | Namatjira                                       | obra - director                                                                 |
| 2010            | Lockie Leonard                                  | 8 episodios - director (2007, 2010) episodio "Time and Tide" - guionista (2010) |
| 2010            | Dead Gorgeous                                   | 4 episodios - director                                                          |
| 2009            | The Removalists                                 | obra - director                                                                 |
| 2009            | Romeo and Juliet                                | obra - director                                                                 |
| 2009            | Ruben Guthrie                                   | obra - director                                                                 |
| 2009            | The Circuit                                     | guionista - episodio "Of Mice and Men"                                          |
| 2009            | Ralph                                           | guionista - corto                                                               |
| 2008            | Double Trouble                                  | 13 episodios - director                                                         |
| 2007            | Jesus Hopped the A Train                        | obra - director                                                                 |
| 2006, 2007      | Unspoken                                        | obra - director                                                                 |
| 2006            | Strange Fruit                                   | obra - director                                                                 |
| 2006            | The 7 Stages of Grieving                        | obra - director                                                                 |
| 2006            | Njunjul The Sun                                 | obra - director & adaptador                                                     |
| 2005            | Unspoken                                        | obra - director                                                                 |
| 2005            | The Djarn Djarns                                | corto - director & guionista                                                    |
| 2002            | Black Talk                                      | corto - director & guionista                                                    |

### Teatro[3]
| Año        | Obra                        | Personaje | Director (a)      | Teatro              | Notas                                                                   |
| ---------- | --------------------------- | --------- | ----------------- | ------------------- | ----------------------------------------------------------------------- |
| 2010       | True West                   | -         | Philip S. Hoffman | -                   | junto a Brendan Cowell                                                  |
| 2009       | Tot Mom                     | -         | Steven Soderbergh | Wharf Theatre       | junto a Essie Davis, Zoe Carides, Rhys Muldoon & Damon Herriman         |
| 2009       | Rough Draft #3              | -         | Simon Stone       | -                   | junto a Deborah Kennedy & Kit Brookman                                  |
| 2007       | Jesus Hopped the A Train    | -         | Wayne Blair       | Belvoir St. Theatre | junto a Anni Finsterer, Ryan Johnson, Ashley Lyons & Matt Zeremes       |
| 2007       | Othello                     | Othello   | Marion Potts      | Drama Theatre       | junto a Leeanna Walsman, Marcus Graham, Tom Wren & Anni Finsterer       |
| 2005       | Stuff Happens               | -         | Neil Armfield     | Belvoir St. Theatre | junto a Victoria Haralabidou, Sandy Winton, Rhys Muldoon & Leah Purcell |
| 2004, 2005 | The Sapphires (musical)     | -         | Wesley Enoch      | Belvoir St. Theatre | junto a Deborah Mailman, Chris Kirby & Christopher Pitman               |
| 2004       | Ray's Tempest               | -         | Peter Evans       | Belvoir St. Theatre | junto a Alan Dukes, Gigi Edgley, Anni Finsterer & Damon Gameau          |
| 2004       | Run Rabbit Run              | -         | Kate Gaul         | Belvoir St. Theatre | junto a Roy Billing, Josef Ber & Tyler Coppin                           |
| 2003       | Conversations with the Dead | -         | Wesley Enoch      | Belvoir St. Theatre | junto a Luke Carroll, Lillian Crombie & Vic Simms                       |
| 2003       | Inheritance                 | -         | Simon Phillips    | Drama Theatre       | junto a Steve Bisley, Ronald Falk & Rhys McConnochie                    |
| 2002       | The Dreamers                | -         | Wesley Enoch      | Belvoir St. Theatre | junto a Luke Carroll, Kirk Page, Kevin Smith & Ursula Yovich            |
| 2000, 2002 | Skin (Shelter / Spear)      | -         | Stephen Page      | -                   | junto a Hunter Page-Lochard                                             |
| 2001       | Cloudstreet                 | -         | Neil Armfield     | Harvey Theatre      | junto a Marta Dusseldorp, Dan Wyllie, Roy Billing & Travis McMahon      |
| 2001       | The Cherry Pickers          | -         | Wesley Enoch      | -                   | junto a Luke Carroll, Margaret Harvey & Pauline Whyman                  |
| 1999, 2000 | The Sunshine Club           | -         | Wesley Enoch      | Drama Theatre       | junto a Peter Carroll, Laurence Clifford & Phillip Lowe                 |
| 1999       | Romeo and Juliet            | -         | Wesley Enoch      | Civic Theatre       | junto a Bojana Novakovic, Myles Pollard & David Whitney                 |

## Premios y nominaciones
| Año  | Categoría                       | Premio                     | Película         | Resultado |
| ---- | ------------------------------- | -------------------------- | ---------------- | --------- |
| 2016 | Best Lead Actor – Drama         | AACTA Award                | Redfern Now      | Nominado  |
| 2013 | Best Direction                  | AACTA Award                | The Sapphires    | Ganó      |
| 2013 | Best Narrative Feature          | Audience Award             | The Sapphires    | Ganó      |
| 2013 | Best Director                   | Directors to Watch Award   | The Sapphires    | Ganó      |
| 2012 | Best International Feature      | Gold Hugo Award            | The Sapphires    | Nominado  |
| 2012 | Best Narrative Film             | People's Choice Award      | The Sapphires    | Ganó      |
| 2012 | -                               | Art Cinema Award           | The Sapphires    | Nominado  |
| 2012 | -                               | Golden Gateway Award       | The Sapphires    | Nominado  |
| 2005 | Best Short Film                 | Crystal Bear Award         | The Djarn Djarns | Ganó      |
| 2005 | Best Screenplay in a Short Film | AFI Award                  | The Djarn Djarns | Nominado  |
| 2013 | Fiction Under 15 Minutes        | Sydney Film Festival Award | Black Talk       | Ganó      |